# Gates of Gladness

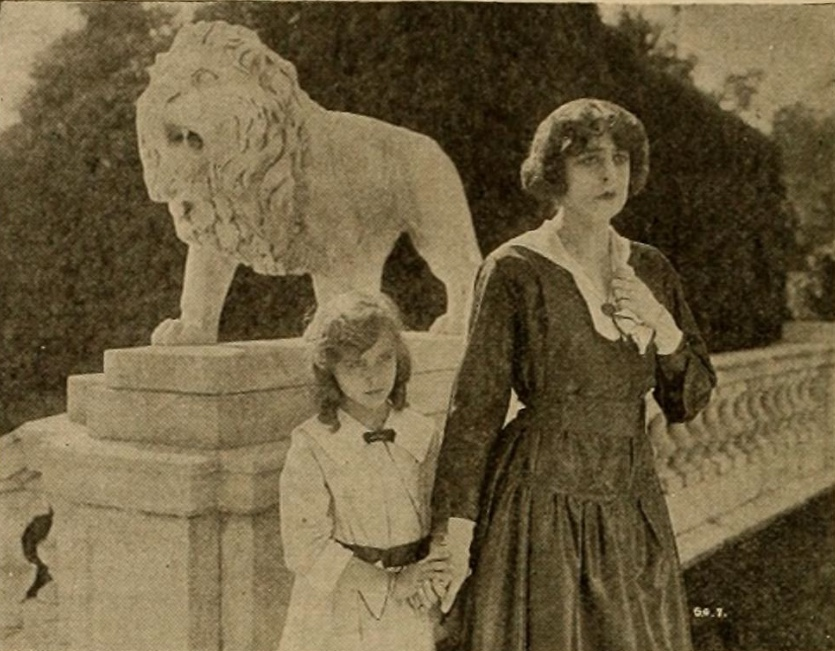
Madge Evans i Gerda Holmes en un fotograma de la pel·lícula localitzat dins de la mansió del magnat George Jay Gould

Gates of Gladness és una pel·lícula muda dirigida per Harley Knoles i protagonitzada per Madge Evans, George MacQuarrie i Gerda Holmes. La pel·lícula, produïda per la World Film, es va rodar en part a la mansió del magnat del ferrocarril George Jay Gould i a la colònia d’artistes al voltant de Washington Square, es va estrenar el 28 de gener de 1918. Es considera una pel·lícula perduda.

## Argument
Els germans Myron i Roger Leeds estan enamorats de Mary però quan Myron es compromet amb la noia el seu pare el deshereta. Poc després el pare mor i el germà gran es queda amb tota l’herència. Mentre Myron lluita com a artista per mantenir la seva dona i la seva petita filla Beth, Roger es casa i s'instal·la a la sumptuosa finca del seu pare. La parella perd el fill i es reclouen de la societat. Norah, la minyona, preocupada per la situació, convida Beth a la mansió fent-la passar per la seva neboda. Beth enamora la parella. Mentrestant, Myron, desesperat per la seva pobresa i la mala salut de la seva dona, decideix robar la mansió. Roger escolta que algú està entrant, però en disparar a l’intrús fereix Beth. Com a conseqüència d'aquest infeliç incident Roger decideix compartir la seva fortuna amb el seu germà i la família es reuneix.

## Repartiment
- George MacQuarrie (Roger Leeds)
- Madge Evans (Beth Leeds)
- Niles Welch (Myron Leeds)
- Gerda Holmes (Mrs. Roger Leeds)
- Rosina Henley (Mary Leeds)
- Mrs. Stuart Robson (Norah)
- Baby Joan (fill de Roger)